# Matthias Grünert

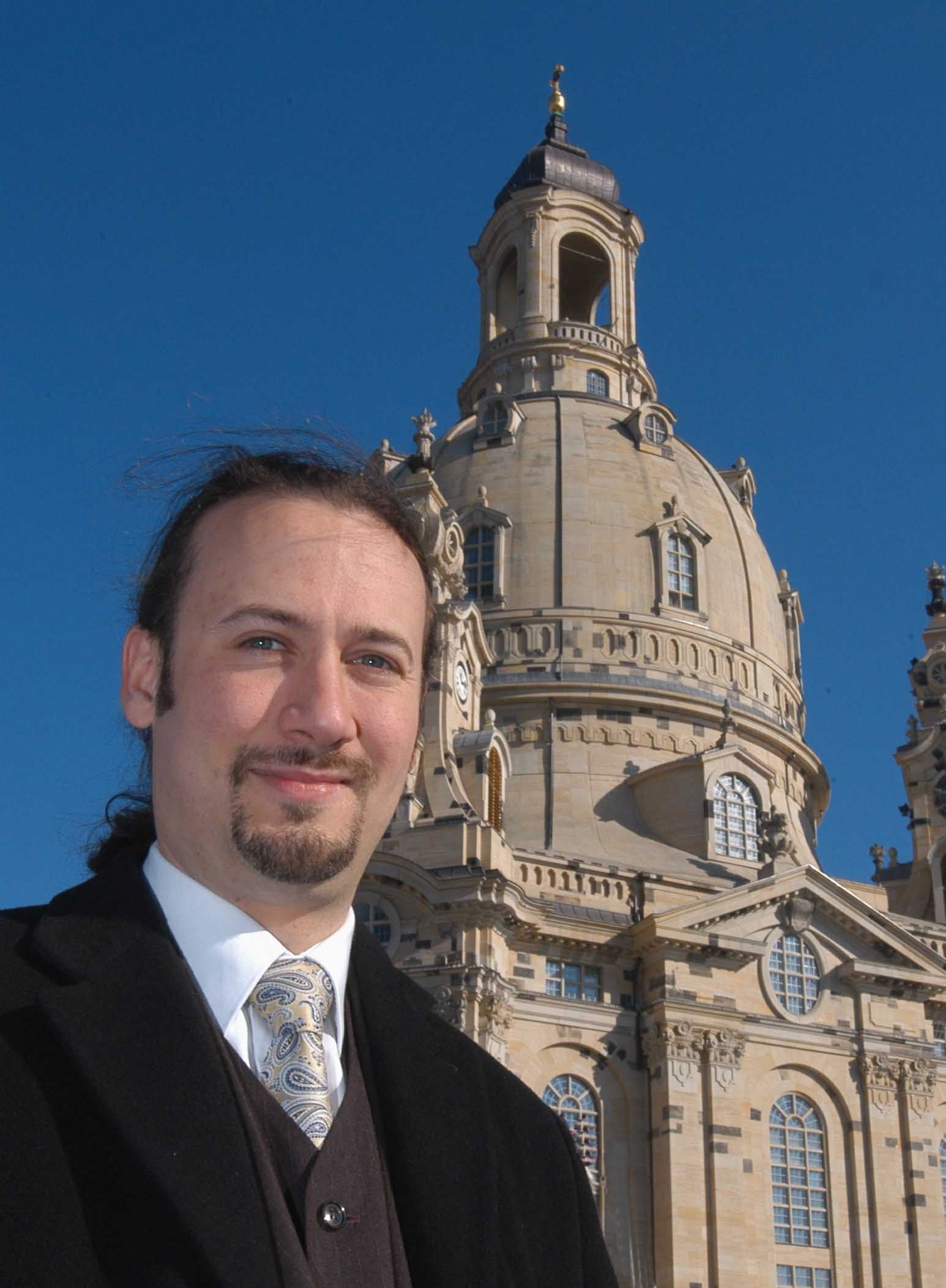
Matthias Grünert voor de Frauenkirche

Matthias Grünert (Neurenberg, 2 december 1973) is een Duits musicus. Hij is cantor van de Frauenkirche in Dresden.
Grünert is winnaar van verschillende orgelprijsvragen onder andere bij de Internationalen Wettbewerb für Kirchenmusikerinnen und Kirchenmusiker 2000. Hij heeft verschillende publicaties van orgelbewerkingen en eerste uitgaven van kerkmuziekstukken in muziekuitgeverijen en talrijke concerten als organist, dirigent en klavecimbelspeler. Er zijn diverse cd's met muziek van zijn hand uitgebracht.
Na zijn eindexamen gymnasium studeerde hij Kirchenmusik A, Gesang en het vak concertorgel aan de Kirchenmusikhochschule in Bayreuth en aan de muziekhogeschool in Lübeck. Gedurende zijn studie was hij orgelassistent in de Lübecker Dom en cantor aan de St. Petri in het Luftkurort Bosau. Van 2000 tot 2004 bekleedde hij het ambt van Stadt- und Kreiskantors in de St. Marien in Greiz. Hij bracht daar het complete orgelwerk van Bach ten gehore en initieerde er eveneens een Greizer Bachwoche. In 2004 werd hij als eerste cantor van de Dresdner Frauenkirche voorgesteld en werd vervolgens daar aangesteld op 1 januari 2005.
- Bibliothèque nationale de France: cb16773713n (data)
- Gemeinsame Normdatei: 135154561
- International Standard Name Identifier: 0000 0000 5553 1889
- Library of Congress Control Number: no2008158463
- MusicBrainz: 16eabead-883c-458b-9415-527009fd03df
- Nationale Bibliotheek van Tsjechië: xx0201004
- Nederlandse Thesaurus van Auteursnamen: 370588789
- Système universitaire de documentation: 182352943
- Virtual International Authority File: 56437064
- WorldCat: E39PBJrmdxXXhGMX6MyMjwVjYP